# Sainte-Marie-d’Alvey
Sainte-Marie-d’Alvey – miejscowość i gmina we Francji, w regionie Owernia-Rodan-Alpy, w departamencie Sabaudia.
Według danych na rok 1990 gminę zamieszkiwało 108 osób, a gęstość zaludnienia wynosiła 41 osób/km² (wśród 2880 gmin regionu Rodan-Alpy Sainte-Marie-d’Alvey plasuje się na 1513. miejscu pod względem liczby ludności, natomiast pod względem powierzchni na miejscu 1667.).